# Ван Блейенбюрг, Виллем
Виллем Петер Хюберт ван Блейенбюрг (нидерл. Willem Peter Hubert van Blijenburgh, 11 июля 1881 — 14 октября 1936) — нидерландский офицер, спортсмен-фехтовальщик, призёр Олимпийских игр.

## Биография
Родился в 1881 году в Зволле. В 1906 году в составе сборной Нидерландов принял участие в не признанных МОК Олимпийских играх в Афинах. В 1908 году принял участие в Олимпийских играх в Лондоне, но не завоевал медалей. В 1912 году участвовал в Олимпийских играх в Стокгольме, где завоевал бронзовые медали в командных первенствах на шпагах и саблях.
В 1920 году принял участие в Олимпийских играх в Антверпене, где завоевал бронзовую медаль в командном первенстве на саблях. В 1924 году участвовал в Олимпийских играх в Париже, но наград не завоевал.
Будучи главой флотской спортшколы, Ван Блейенбюрг оказал большое влияние на преподавание физического воспитания в Нидерландах. Он написал ряд книг по гимнастике и физическому воспитанию, и стал первым нидерландцем, получившим учёную степень в области физического воспитания.